# AMI Stadium
L'AMI Stadium, conegut com el Jade Stadium fins a 2007, i anteriorment el nom de Lancaster Park és un estadi a la ciutat de Christchurch a Nova Zelanda dedicat principalment a la Unió de Rugbi i el cricket. També pot ser utilitzat per a altres esports com el rugbi a 13, el futbol i l'atletisme.
S'engrandeix a 50.000 places per la Copa Del Món de Rugbi a 15 de 2011.